# Ohio (rzeka)
Ohio – rzeka w środkowo-wschodniej części Stanów Zjednoczonych, jeden z głównych dopływów Missisipi, o długości 1579 km; powierzchnia dorzecza 525,6 tys. km². Powstaje z połączenia rzek Allegheny i Monongahela w centrum miasta Pittsburgh, w stanie Pensylwania. Rzeka niemal na całej swojej długości jest rzeką graniczną – wyznacza granicę między Wirginią Zachodnią a stanem Ohio, dalej między Kentucky i kolejno: Ohio, Indianą i Illinois. Do rzeki Missisipi uchodzi na trójstyku stanów Kentucky, Illinois i Missouri.
Rzekę cechują duże wahania stanu wód, prowadzące do katastrofalnych powodzi. Połączona kanałami z Wielkimi Jeziorami.
Główne dopływy: Wabash, Kentucky, Cumberland, Tennessee, Green River, Kanawha, Big Sandy River i Licking River. Większe miasta nad rzeką: Pittsburgh, Louisville, Cincinnati.

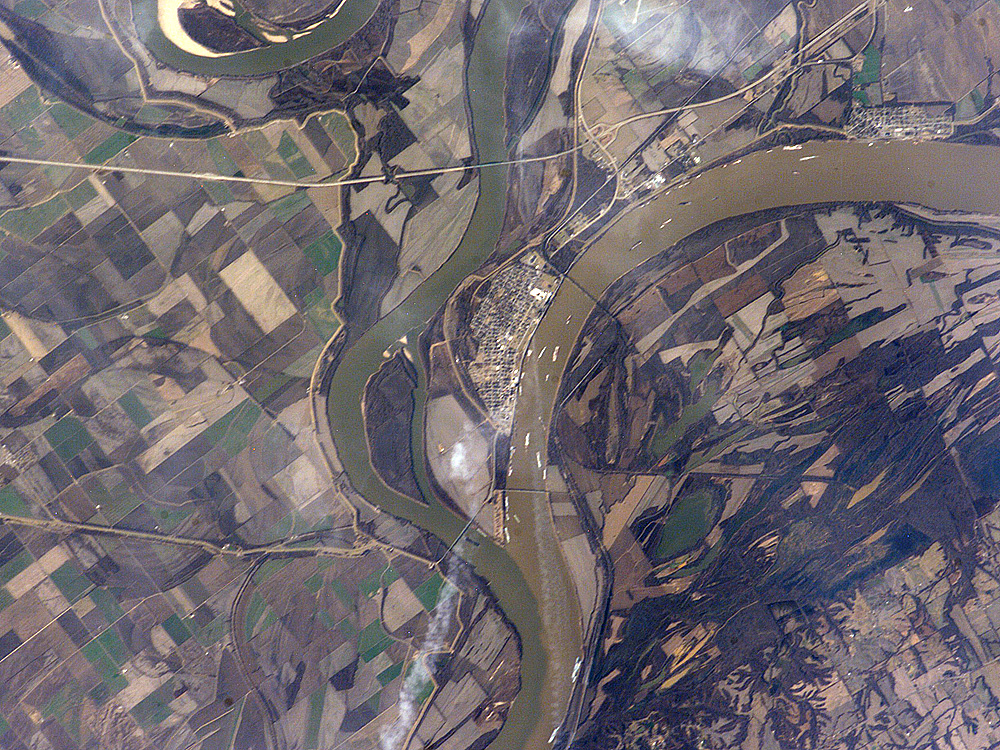
Ujście Ohio do Missisipi niedaleko Cairo w stanie Illinois

## Nazwa
Nazwa Ohio pochodzi od słowa ohiiyo’ z języka seneka (jeden z języków irokeskich), oznaczającego „dobrą rzekę”. Inne podawane tłumaczenia to „wielka rzeka” lub „piękna rzeka”.
W przeszłości rzeka nosiła również nazwę Mosopeleacipi od plemienia Mosopelea oraz Pellissippi (występująca również w rozmaitych wariantach, jak np. Polesipi, Pele Sipi, Pelisipi czy Peleson). Tę ostatnią nazwę w późniejszym okresie stosowano również dla rzeki Clinch.